# Paul Mason (dziennikarz)
Paul Mason /ˈpɔːl ˈmeɪ.sən/ (ur. 23 stycznia 1960 w Leigh) — brytyjski dziennikarz. Pisze cotygodniową kolumnę dla The New European i comiesięczne kolumny dla Social Europe i Frankfurter Rundschau. Od 2001 r. był korespondentem biznesowym, a następnie redaktorem ekonomicznym programu telewizyjnego BBC Two Newsnight, a od 2013 r. redaktorem kulturalnym i cyfrowym Channel 4 News, stając się redaktorem ekonomicznym programu w 2014 roku. Odszedł z Channel 4 w 2016 roku. Jest autorem kilku książek.

## Książki
- Paul Mason: Live Working or Die Fighting: How the Working Class Went Global. London: Harvill Secker, 2007, s. xv, 304. ISBN 978-0-436-20615-3. OCLC 988943606. [dostęp 2025-02-14].
- Paul Mason: Meltdown: The End of the Age of Greed. London: Verso, 2009, s. xiii, 265. ISBN 978-1-84467-396-4. OCLC 758973731. [dostęp 2025-02-14].
- Paul Mason: Why It's Kicking Off Everywhere: The New Global Revolutions. London: Verso, 2012, s. 237. ISBN 978-1-84467-851-8. OCLC 769192643. [dostęp 2025-02-14].[10][11]
- Paul Mason: Rare Earth: A Novel. No Exit, 2012, s. 348. ISBN 978-1-84243-846-6. OCLC 793689777. [dostęp 2025-02-14].
- Paul Mason: PostCapitalism: A Guide to our Future. Allen Lane, 2015, s. XXI, 339. ISBN 978-1-84614-738-8. OCLC 932179126. [dostęp 2025-02-14].
- Paul Mason: Clear Bright Future: A Radical Defence of the Human Being. Allen Lane, 2019, s. xiii, 353. ISBN 978-0-241-32010-5. OCLC 1088920981. [dostęp 2025-02-14].
- Paul Mason: How To Stop Fascism: History, Ideology, Resistance. Allen Lane, 2021, s. xxi, 297. ISBN 978-0-14-199639-4. OCLC 1242384532. [dostęp 2025-02-14].